# Александра Рипли
Александра Брайд Рипли (на английски: Alexandra Ripley) е американска писателка, авторка на бестселъри в жанра исторически роман. Писала е и под псевдонима Б. К. Рипли (B K Ripley).

## Биография и творчество
Родена е на 8 януари 1934 г. в Чарлстън, Южна Каролина, САЩ. Учи в елитната гимназия „Ашли Хол“ в Чарлстън, получава стипендия и завършва през 1955 г. с бакалавърска степен по руски език и литература колежа „Васар“ в Пъкипсий, щат Ню Йорк.
След дипломирането си първо работи за списание „Лайф“ в Ню Йорк, а после за „Ер Франс“ във Вашингтон, където пише реклами за различни продукти и съставя каталози. Едновременно с това се опитва да пише роман, но без успех.
През 1958 г. се омъжва за Леонард Рипли, инженер в „Elektra Records“. Живеят известно време във Флоренция, Италия, а след това в Ню Йорк. Имат 2 дъщери – Мерил и Елизабет. Развеждат се през 1963 г. След развода тя се връща в Чарлстън, където работи като екскурзовод и туристически агент. По-късно се връща отново в Ню Йорк, където работи в издателска къща, достигайки поста на рекламен директор.
Около 1970 г. се премества във Вирджиния, за да завърши своя първи роман трилъра „Who's that lady in the President's bed?“ (Коя е дамата в леглото на президента?), който е публикуван през 1972 г. Романът няма особен успех, но тя продължава да пише. За да се издържа, работи на нископлатена работа в книжарница. През 1981 г. се омъжва за Джон Греъм (1926-2007), бивш професор по риторика в Университета на Вирджиния, с когото живее до смъртта си.
През 1981 г. излиза нейният първи исторически роман „Чарлстън“. Той бързо става бестселър и прави Александра Рипли известна писателка. Последван е от няколко също така успешни произведения – „Сбогуване с Чарлстън“, „Джинерва“ и „Ню Орлеанс“.
През 1986 г. наследниците на писателката Маргарет Мичъл, племенниците ѝ Джо и Юджийн, възлагат на агенцията „Уилям Морис“ да намери подходящ автор за продължението на култовия роман „Отнесени от вихъра“. След дълго проучване и подбор измежду 11 потенциално подходящи автори, се спират на Александра Рипли, която е родом от града на знаменития литературен герой Рет Бътлър. Произведението е пазено в тайна до световната му премиера на 25 септември 1991 г., направена едновременно в четиридесет страни.
Романът „Скарлет“ започва оттам, където свършва произведението на Мичъл. Той е написан след извършване на задълбочени проучвания, като на историческото време и детайли, така и на стила на Мичъл. Макар и силно критикуван за идеята за продължение на оригинала, романът носи световна известност на писателката. Става международен бестселър и през първите 5 години след издаването си е продаден в над 5 милиона екземпляра по света. По книгата „Скарлет“ през 1994 г. е направен едноименен телевизионен минисериал с участието на Джоан Уоли като Скарлет О'Хара, на Тимъти Долтън като Рет Бътлър, Анабет Гиш, Шон Бийн и др. известни актьори.
Александра Рипли умира на 10 януари 2004 г. в Ричмънд, Вирджиния.

### Романи
- Who's that lady in the President's bed? (1972) – като Б. К. Рипли
- Charleston (1981)
Чарлстън, изд.: ИК „Бард“, София (1993), прев. Иван Златарски, Юлиян Стойнов, Борислав Пенчев
- On Leaving Charleston (1984)
Сбогуване с Чарлстън – в 2 части, изд.: ИК „Бард“, София (1993), прев. Благой Станчев, Александър Жеков, Борислав Пенчев, Радостин Попов.
- The Time Returns (1985)
Джинерва, изд.: ИК „Прозорец“, София (), прев. Антония Терзиева, Станимир Ботев
- New Orleans Legacy (1987)
Ню Орлеанс, изд.: ИК „Прозорец“, Пловдив (1992), прев. Калин Игнатов
- Scarlett (1991)
Скарлет, изд.: ИК „Хемус“, София (1992), прев. Вера Георгиева, Анелия Димитрова
- From Fields of Gold (1994)
Златните полета, изд. „Златорогъ“ (1995), прев. Стоянка Сербезова, Ели Жак Леви
- A Love Divine (Небесна любов) (1996)
- The Sunken Sailor (2004) – със Саймън Брет, Ян Бърк, Дороти Канел, Маргарет Койл, Дебора Кромби, Айлийн Драйер, Каролин Харт, Едуард Марстън, Франсин Матюс, Шарън Нюмън, Уолтър Сатъртуейт, Сара Смит и Каролин Уейт

### Документалистика
- Caril (1974) – като Б. К. Рипли, с Нанет Бийвър и Патрик Тризи

## Филмография
- 1994 Scarlett – ТВ минисериал